# Den røde klub
Den røde klub è un film muto del 1914. Il nome del regista non viene riportato nei credit del film.

## Trama
Il principe Stanislaus è fidanzato con la baronessa Sonja. Ma apprende che, per imprescindibile ragion di Stato, deve sposare una tale principessa a lui sconosciuta. E obbedisce. Sonja viene a conoscenza del fidanzamento ufficiale e del prossimo matrimonio di Stanislaus solo dal giornale. È l'intraprendente cameriera di Sonja, Ziska, a suggerirle di vendicarsi. E gli unici a poterlo fare, dice, sono "i nostri amici". Le due donne escono dalla loro dimora, intabarrate e attraverso un'uscita segreta e raggiungono guardinghe il portone di una casa.
Qualche tempo dopo Stanislaus riceve una lettera minatoria da parte del sedicente "Club rosso". Egli affida le indagini al proprio aiutante, il capitano Boris, che nutre dei sospetti su Sonja: il capitano si reca da lei ma un giovane (non è altri che Sonja travestita da uomo) che dice di essere il cugino della baronessa, riferisce che la parente è all'estero. Boris, fingendo di congedarsi, si nasconde, nota che nella casa ci sono alcuni passaggi segreti, poi segue Sonja fino all'ingresso che tempo prima avevano raggiunto la baronessa e Ziska, il supposto quartier generale del Club rosso. Riesce a penetrarvi a fatica solo per rimanere intrappolato in uno strano sotterraneo, dal quale si libera provocando un corto circuito nell'impianto elettrico, che gli apre un varco attraverso cui fuggire.
E tanto basta a Boris per piombare sul "cugino" di Sonja, alla successiva occasione, e immobilizzarlo/a, legandolo/a. E basta anche alla polizia (e al tribunale), che da allora collabora con Boris nel dare la caccia alla baronessa travestita e agli altri componenti del Club rosso. Ma Sonja si libera, e sarà solo la prima di una serie di traversie nelle quali si susseguono imprigionamenti reciproci e relative liberazioni, generalmente attuate tramite esplosioni di varia entità, attraverso passaggi segreti e botole.
L'atto finale è un avventuroso inseguimento automobilistico nelle campagne, costellato di passaggi a livello e incidenti vari. I membri del Club rosso, insieme a Sonja, si rifugiano in un casolare isolato, che è al tempo stesso una santabarbara, verosimilmente appartenente organizzazione eversiva stessa. Sono braccati dagli inseguitori e ne segue una sparatoria attraverso barili di polvere pirica, che rischia di far saltare in aria tutto. Ma Boris, cavallerescamente, riesce a far fuoriuscire Sonja, gravemente ferita, prima che la conflagrazione finale annienti i membri del Club rosso. Sonja stessa, sempre in panni maschili, spirerà tuttavia di lì a poco.

## Produzione
Il film fu prodotto dalla Kinografen.

## Distribuzione
In Danimarca, il film fu distribuito dalla Kinografen che lo presentò in prima nell'omonima sala di Copenaghen il 16 marzo 1914. Il 24 aprile 1914, il film uscì in Giappone; negli Stati Uniti, fu distribuito nel maggio 1914 dalla Exclusive Supply Corporation con il titolo inglese The Red Club. Il 27 settembre 1915, uscì anche in Finlandia come Salaperäinen punainen klubi eli Naisen kosto.
Den røde klub è attualmente visionabile su YouTube, in un video con didascalie italiane, e che reca, oltre al titolo originale, il titolo italiano Sonia, ovvero il "club rosso"